# 下卡姆斯克區

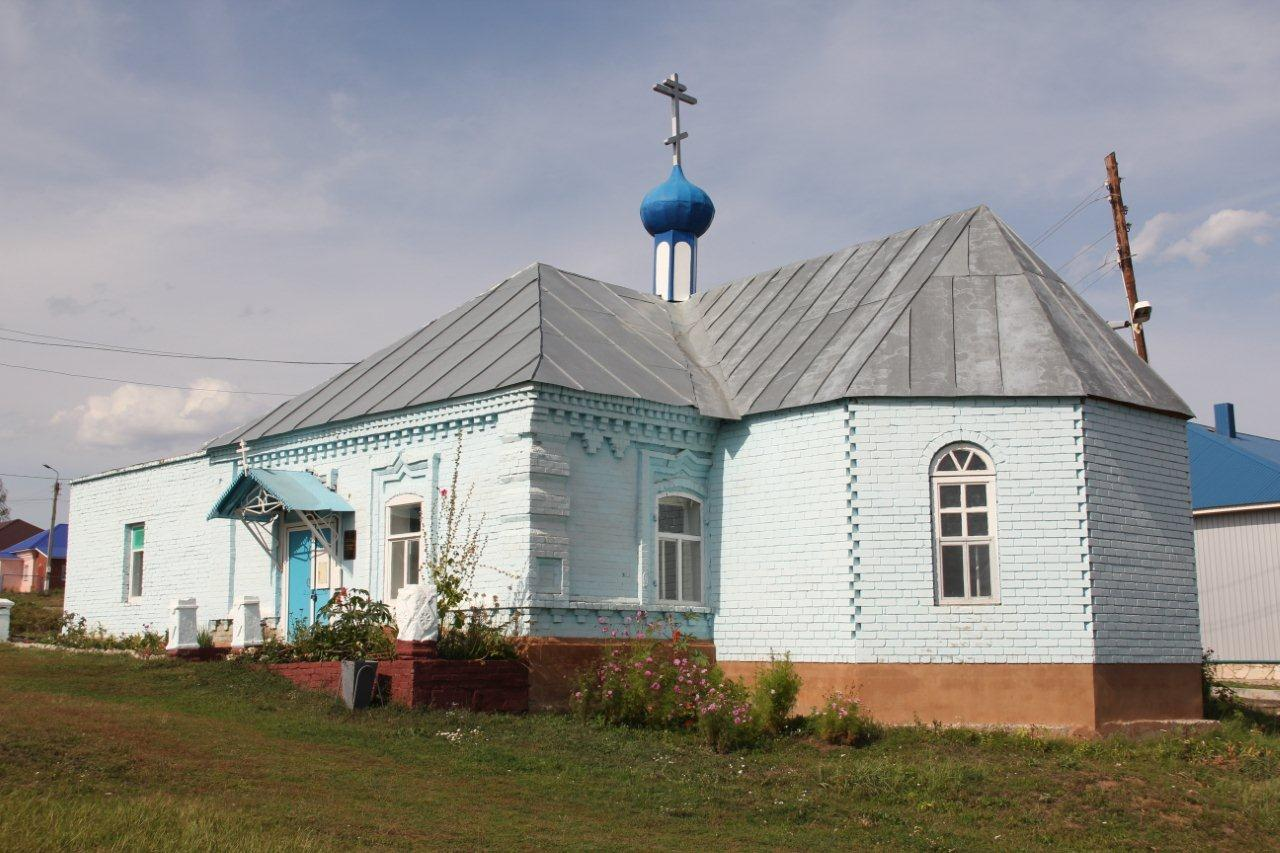

55°24′51″N 51°48′10″E / 55.41417°N 51.80278°E
下卡姆斯克區（俄语：Нижнекамский район），是俄羅斯的一個區，位於該國西部，由韃靼斯坦共和國負責管轄，面積1,672.3平方公里，2010年人口37,860，人口密度每平方公里22.64人。